# 최민호 (유도 선수)
최민호(崔敏浩, 1980년 8월 18일~)는 대한민국의 유도 선수, 지도자이다. 2008년 하계 올림픽에서 남자 유도 엑스트라라이트급 금메달, 2004년 하계 올림픽에서 남자 유도 엑스트라라이트급 동메달을 획득했다.

## 경력
출신은 경상북도 김천시이다. 초등학교 시절부터 유도를 시작했으며, 각종 대회에서 입상하며 이름을 알렸고, 진량고등학교를 졸업하고, 용인대학교를 학사로 졸업하였다.
2000년 파리 오픈 유도 대회 60kg급에서 우승하였다. 대학 졸업 후 한국마사회에 입단하였으며, 2003년 일본 오사카시에서 열린 세계 선수권 대회에서 우승하였다. 2004년 그리스 아테네에서 열린 제28회 하계 올림픽 대회에서는 부상과 체중 조절의 어려움에도 불구하고 동메달을 획득하였다. 남자 유도 최경량급인 60kg급에서 대한민국의 대표 선수로 자리매김한 그는, 2007년 브라질 리우데자네이루에서 열린 세계 선수권 대회에서 동메달을 획득하는 등 국제무대에서 계속 좋은 성적을 거두었다. 2008년 중국 베이징에서 열린 제29회 하계 올림픽 대회에서 오스트리아의 루트비히 파이셔를 꺾고 우승하였으며, 대한민국의 이 대회 첫 번째 금메달의 주인공이 되었다. 특히 이 대회에서 최민호는 예선부터 결승전까지 모두 한판승으로 다른 선수들을 꺾었다.
2012년 송대남과 함께 남자 유도 국가대표팀 코치로 선임되었다.

## 기타사항
종교는 천주교이며, 세례명은 '바오로'이다.

## 수상 경력
- (2003년) 2003년 세계 유도 선수권 대회 우승
- (2004년) 아테네 올림픽 남자유도 60kg급 동메달
- (2006년) 리스본 월드컵 국제 남자유도대회 1위
- (2006년) KRA컵 코리아오픈 60kg급 우승
- (2007년) 파리 오픈 유도대회 남자 60kg급 동메달
- (2007년) 2007년 아시아 유도 선수권 대회 남자 60kg급 동메달
- (2007년) 2007년 세계 유도 선수권 대회 남자 60kg급 동메달
- (2007년) KRA컵 코리아오픈 국제 대회 60kg급 3위
- (2007년) 가노컵 국제 유도 대회 남자 60kg급 3위
- (2008년) 베이징 올림픽 남자 60kg급 금메달

## 영화
- (2016년) 형 - 유도해설자 역